# Redoutable (Q136)
Pour les autres navires du même nom, voir Le Redoutable.
Ne doit pas être confondu avec Le Redoutable (S611).
Le Redoutable est un sous-marin français de type 1 500 tonnes. Il s'agit du navire de tête de la série et il appartient au type M5.

## Histoire

### Développement

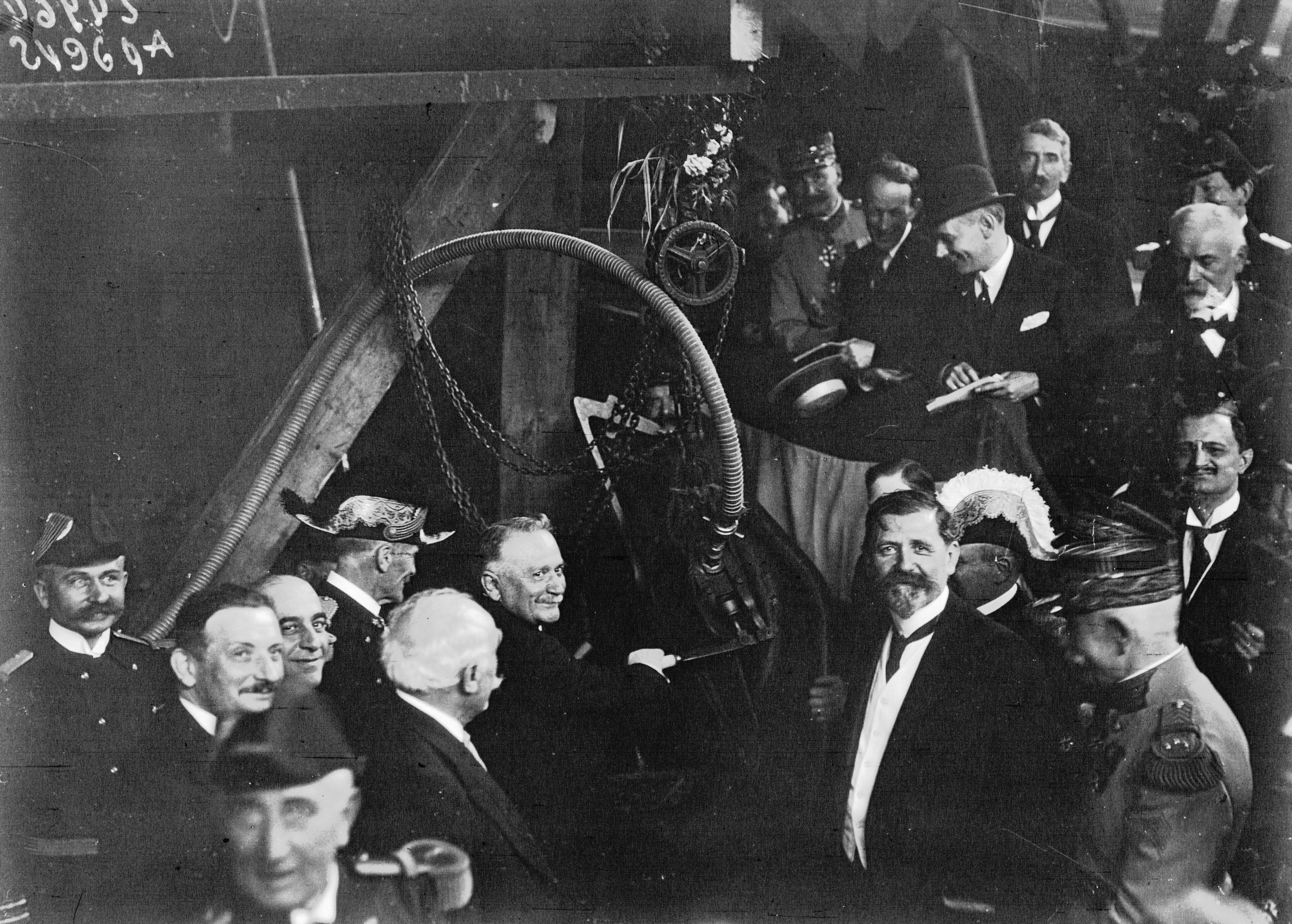
Le président de la République Gaston Doumergue posant le premier rivet du Redoutable le 17 juillet 1925, à Cherbourg.

Le Redoutable fait partie d'une série assez homogène de 31 sous-marins océaniques de grande patrouille, aussi dénommés 1 500 tonnes en raison de leur déplacement. Tous sont entrés en service entre 1931 (Redoutable) et 1939 (Sidi-Ferruch).
Longs de 92,30 mètres et larges de 8,10, ils ont un tirant d'eau de 4,40 mètres et peuvent plonger jusqu'à 80 mètres. Ils déplacent en surface 1 572 tonnes et en plongée 2 082 tonnes. Propulsés en surface par deux moteurs diesel d'une puissance totale de 4 000 chevaux, leur vitesse maximum est de 18,6 nœuds. En plongée, la propulsion électrique de 2 250 chevaux leur permet d'atteindre 10 nœuds. Appelés aussi « sous-marins de grande croisière », leur rayon d'action en surface est de 10 000 nautiques à 10 nœuds et en plongée de 100 nautiques à 5 nœuds.
Mis en chantier le 1er juillet 1925 avec le numéro de coque Q136, le Redoutable est lancé le 24 février 1928 et mis en service le 10 juillet 1931. Dès 1932, ses barres de plongée révèlent leur fragilité. Il connaît plusieurs réparations et est affecté, au début de la Seconde Guerre mondiale, à la 7e division de sous-marins, basée à Cherbourg (Cherbourg-en-Cotentin depuis 2016), qu'il forme avec le Vengeur.

### Seconde Guerre mondiale
Du 12 octobre au 2 novembre 1939, le Redoutable effectue une mission de surveillance des Açores, où s'est réfugiée une partie de la flotte de commerce allemande, suspectée de service de ravitailleurs aux U-Boote allemands. Il repère dans la nuit du 1er novembre un cargo qui navigue tous feux éteints. Le cargo refusant de s'arrêter conformément aux sommations du sous-marin, celui-ci tire des coups de semonce avec son canon de 100 mm, auxquels le cargo répond par d'autres tirs en direction du sous-marin. À cet instant, le Redoutable capte un message du cargo britannique Egba qui signale être attaqué par un U-Boot ; le sous-marin français, comprenant qu'il a affaire à un allié, cesse le feu et se retire. En décembre 1939, il est envoyé à la recherche du cargo ravitailleur allemand Altmark (10 000 tonneaux) au centre de l'Atlantique avec le Fresnel, l'Achéron et Le Héros.
En juin 1940, il patrouille le long de la côte tunisienne pour prévenir un éventuel débarquement italien. Il se trouve à Bizerte lorsque l'armistice entre en vigueur le 25 juin puis est placé en gardiennage à Toulon.
Le 9 novembre 1942, le lendemain du débarquement allié en Afrique du Nord, le Redoutable est autorisé à se réarmer. Il n'est pas achevé lorsque les Allemands pénètrent dans Toulon le 27 novembre et le sous-marin se saborde avec la flotte française. Le navire est renfloué le 16 mai 1943 pour être remis en état par les Italiens. Il est définitivement coulé par un bombardement aérien le 11 mars 1944 avec le Pascal et le Fresnel.